# Vọng Thành

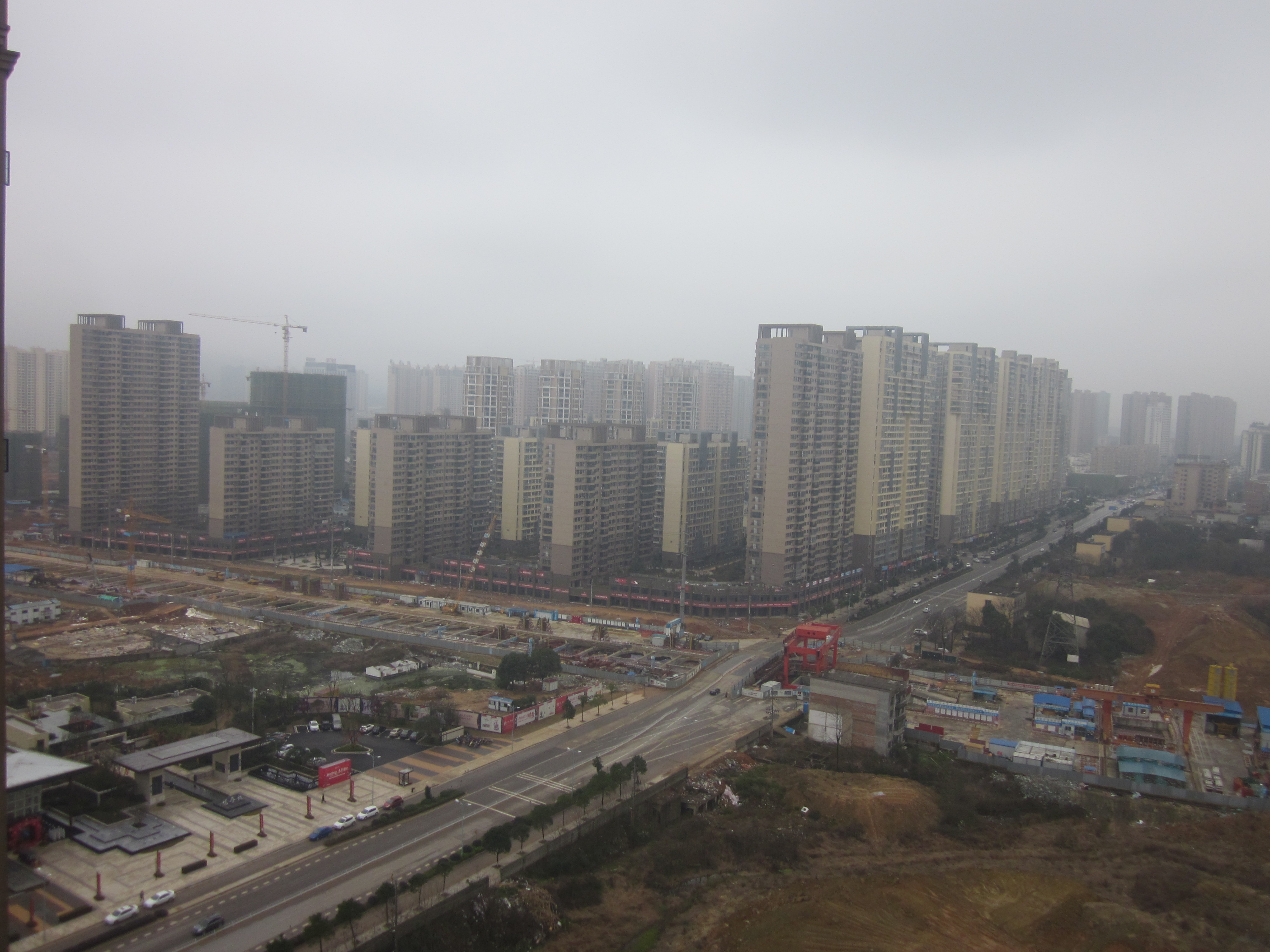
Các ngôi nhà cao tầng trong quận Vọng Thành

Vọng Thành (chữ Hán giản thể: 望城区) là một quận thuộc địa cấp thị Trường Sa, tỉnh Hồ Nam, Cộng hòa Nhân dân Trung Hoa. Quận này có diện tích 1361 ki-lô-mét vuông, dân số năm 2006 là 711.100 người. Đây là nơi sinh sống của 22 dân tộc. Mã số bưu chính là 410200, mã vùng điện thoại là 0731. Quận lỵ đóng tại trấn Cao Đường Lĩnh. Về mặt hành chính, quận này được chia thành 15 trấn, 4 hương.
- Trấn: Cao Đường Lĩnh, Bình Đường, Hàm Phố, Liên Hoa, Vũ Sưởng, Lôi Phong, Tĩnh Cảng, Kiều Khẩu, Tinh Thành, Ô San, Đồng Quan, Trà Thành, Trà Đình, Kiều Dịch và Ninh Tự.
- Hương: Bạch Nhược Phố, Hoàng Kim, Tân Khang và Cách Đường.